# Monte Edziza

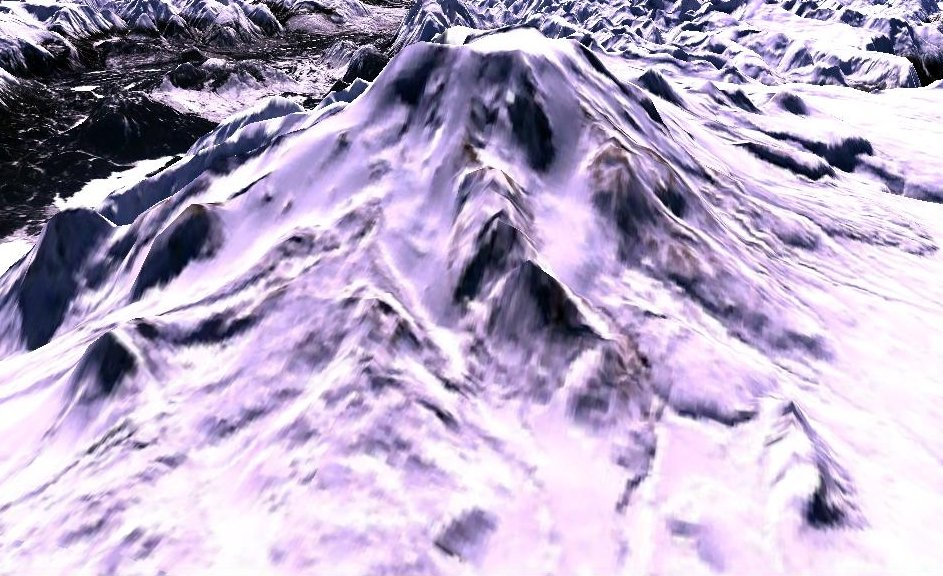
Il versante nordoccidentale del Monte Edziza

Il Monte Edziza è uno stratovulcano situato nella regione di Stikine, nella parte nordoccidentale della Columbia Britannica, in Canada. Il vulcano e l'area circostante sono protetti all'interno del Mount Edziza Provincial Park.

## Descrizione
Consiste di una serie di picchi e creste, oltre a numerosi ghiacciai che fluiscono in tutte le direzioni. Sulla sommità è presente una caldera riempita di ghiaccio, con un diametro di almeno 2 km. Le tre maggiori vette attorno alla caldera sommitale sono il picco sudovest, il picco sudest e il picco nord. Sul fianco meridionale del monte Edziza si trova il vulcano Ice Peak, che si sovrappone all'Edziza.
Il monte Edziza, con i suoi 2.780 m di altezza è il secondo vulcano più alto del Canada, dopo il monte Silverthrone che si trova nella parte sudoccidentale della Columbia Britannica ed è alto 2.864 m.

## Storia
Già 10.000 anni fa, le tribù Tahltan, che ora vivono a Dease Lake, Telegraph Creek e Iskut, usavano l'ossidiana proveniente dal Monte Edziza per costruire armi e utensili con cui fare commerci. In questa zona si trovava la più importante fonte di ossidiana della parte nordoccidentale della Columbia Britannica; il materiale veniva poi commercializzato fino in Alaska e Alberta. L'ossidiana è un vetro vulcanico di origine naturale, molto apprezzato per la sua caratteristica di produrre oggetti taglienti. Come tutti i vetri e altre rocce naturali, l'ossidiana si rompe con una caratteristica frattura concoide, che permette di ottenere spigoli taglienti come rasoi.
In tempi recenti il Monte Edziza è entrato a far parte del Mount Edziza Provincial Park, istituito per salvaguardare le ricchezze vulcaniche uniche di questa parte della Columbia Britannica settentrionale. Il parco comprende oltre 230.000 ettari del Tahltan Highland. Nel parco non è concesso l'accesso ai veicoli e ci sono solo poche strutture essenziali.